# Typ 5 Či-ri
Typ 5 Či-ri (japonsky 五式中戦車 チリ, Go-šiki čusenša Či-ri) byl střední tank vyvíjený Japonskou císařskou armádou za druhé světové války. Byl zamýšlen jako těžší a silnější verze středního tanku Typ 4 Či-to. Byl navržen tak, aby překonal americké střední tanky M4 Sherman. Na konci války byl rozpracován jediný prototyp.

## Historie a vývoj
Jediný neozbrojený prototyp byl dokončen v květnu 1945. Od dalšího vývoje projektu bylo upuštěno, aby se uvolnila pracovní síla a zdroje a mohlo se soustředit na vývoj a výrobu praktičtějšího středního tanku Typ 4 Či-To. Stejně jako se upustilo od dalších inovativních zbraňových projektů vyvíjených Japonskem v posledních dnech druhé světové války. Výroba nemohla postoupit do fáze sériové produkce kvůli nedostatku materiálu a ztrátě japonské průmyslové infrastruktury.

## Konstrukce
Typ 5 Či-ri představoval prodlouženou verzi podvozku Typu 4 Či-To s osmi koly na každé straně místo sedmi. Měl obvyklé japonské uspořádání pásů s hnacími ozubenými koly vpředu a vloženými koly vzadu. Typ 5 Či-ri měl zešikmený svařovaný pancíř s maximální tloušťkou 75 mm na předku, 25-50 mm na bocích a 50 mm zezadu a na věži.
Typ 5 Či-ri byl původně poháněn dieselovým motorem od Mitsubishi, ale pro zajištění potřebného výkonu byl zvolen letecký dvanáctiválcový benzínový motor od firmy BMW poskytující 800 koní vyráběný v licenci firmou Kawasaki Heavy Industries v Japonsku. Motor byl označen jako "Kawasaki Typ 98 800HP Ha-9-IIb" a jeho výkon byl snížen na 550 koní.

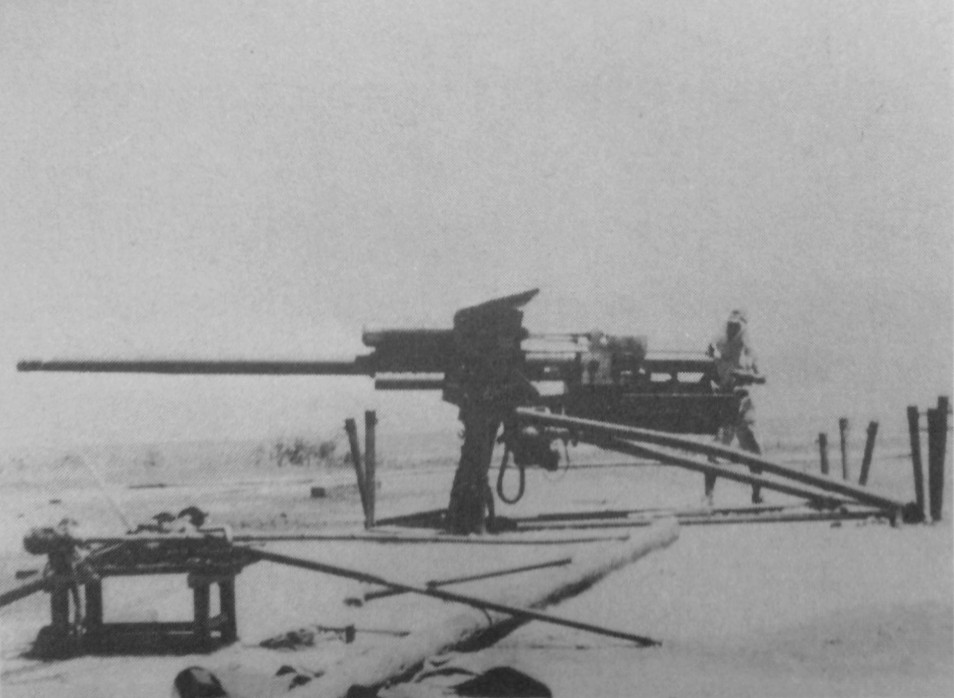
Tankový kanón Typ 5 táže 75 mm Mark I, poloautomaticky nabíjený.

Prototyp měl být vybaven tankovým dělem Typ 5 ráže 75 mm použitém na Typu 4 Či-To, jako sekundární zbraň bylo zvoleno 37mm dělo Typ 1, které mělo být namontováno v trupu. Pro boj z blízka by určen lehký kulomet Typ 97 namontovaný na levé straně věže. Podle jiných zdrojů měly být kulomety dva.

## Služba
Stejně jako střední tank Typ 4 Či-To, byl i Typ 5 Či-ri určen na finální obranu Japonských domácích ostrovů proti spojenecké invazi. Armádní plánovači si představovali velké obrněné divize vybavené středními tanky Typu 5 Či-ri, které by zatlačily spojenecké jednotky zpět na moře. Válka ovšem skončila dříve, než byl vyroben první prototyp.
Jediný vyrobený prototyp byl zabaven americkými jednotkami při okupaci Japonska a jeho další osud není znám. Jedna teorie hovoří o tom, že se potopil v oceánu při převozu do Aberdeenského muzea, když nákladní loď zasáhl tajfun a podle druhé byl sešrotován během Korejské války.

## Varianty

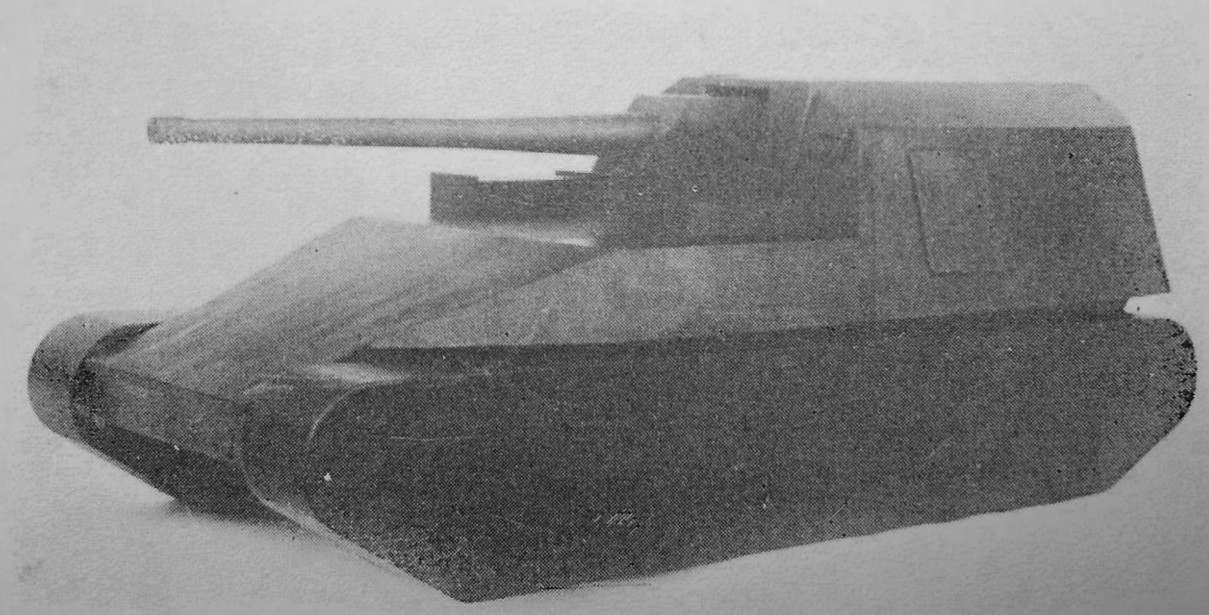
Model experimentálního stíhače tanků Typ 5 Ho-Ri.

- Ho-Ri stíhač tanků

Stíhač tanků Ho-Ri I měl být silnější verzí Typu 5 Či-ri, do kterého měl být instalován kanón ráže 105 mm namísto 75 mm. Návrh byl pravděpodobně inspirován německým těžkým stíhačem tanků Ferdinand. Ho-Ri II měl mít neotočnou věž s kanónem uprostřed tanku jako Jagdtiger. Nikdy nebyl vyroben žádný prototyp ani jedné z verzí.